# Massagris
Massagris is een geslacht van spinnen uit de familie springspinnen (Salticidae).

## Soorten
De volgende soorten zijn bij het geslacht ingedeeld:
- Massagris honesta Wesolowska, 1993
- Massagris mirifica Peckham & Peckham, 1903
- Massagris natalensis Wesolowska & Haddad, 2009
- Massagris regina Wesolowska, 1993
- Massagris schisma Maddison & Zhang, 2006
- Massagris separata Wesolowska, 1993